# سالی رابرتز (کشتی‌گیر)
سالی رابرتز یک کهنه سرباز جنگ افغانستان، قهرمان ملی کشتی آمریکایی، فعال و بنیان‌گذار موسسه خیریه مثل یک دختر کشتی بگیر است.

## سال‌های نخستین و تحصیلات
رابرتز اولین عضو خانواده‌اش بود که از دبیرستان فارغ‌التحصیل شد.

## خدمت نظامی
رابرتز در ۲۰۰۹ به ارتش آمریکا پیوست و در جنگ افغانستان خدمت کرد.

## کشتی
دوران کشتی‌گیری رابرتز از دبیرستان شروع شد. رابرتز ۲ بار برنده مدال برنز مسابقات قهرمانی کشتی جهان شده است.

## فعالیت‌های اجتماعی
رابرتز بنیان‌گذار موسسه خیریه مثل یک دختر کشتی بگیر است.